# Пародия стройная
Паро́дия стро́йная, или Нотока́ктус стро́йный (лат. Parodia concinna, или Notocactus concinnus) — кактус из рода Пародия, выделяется некоторыми систематиками в род Нотокактус.

## Описание

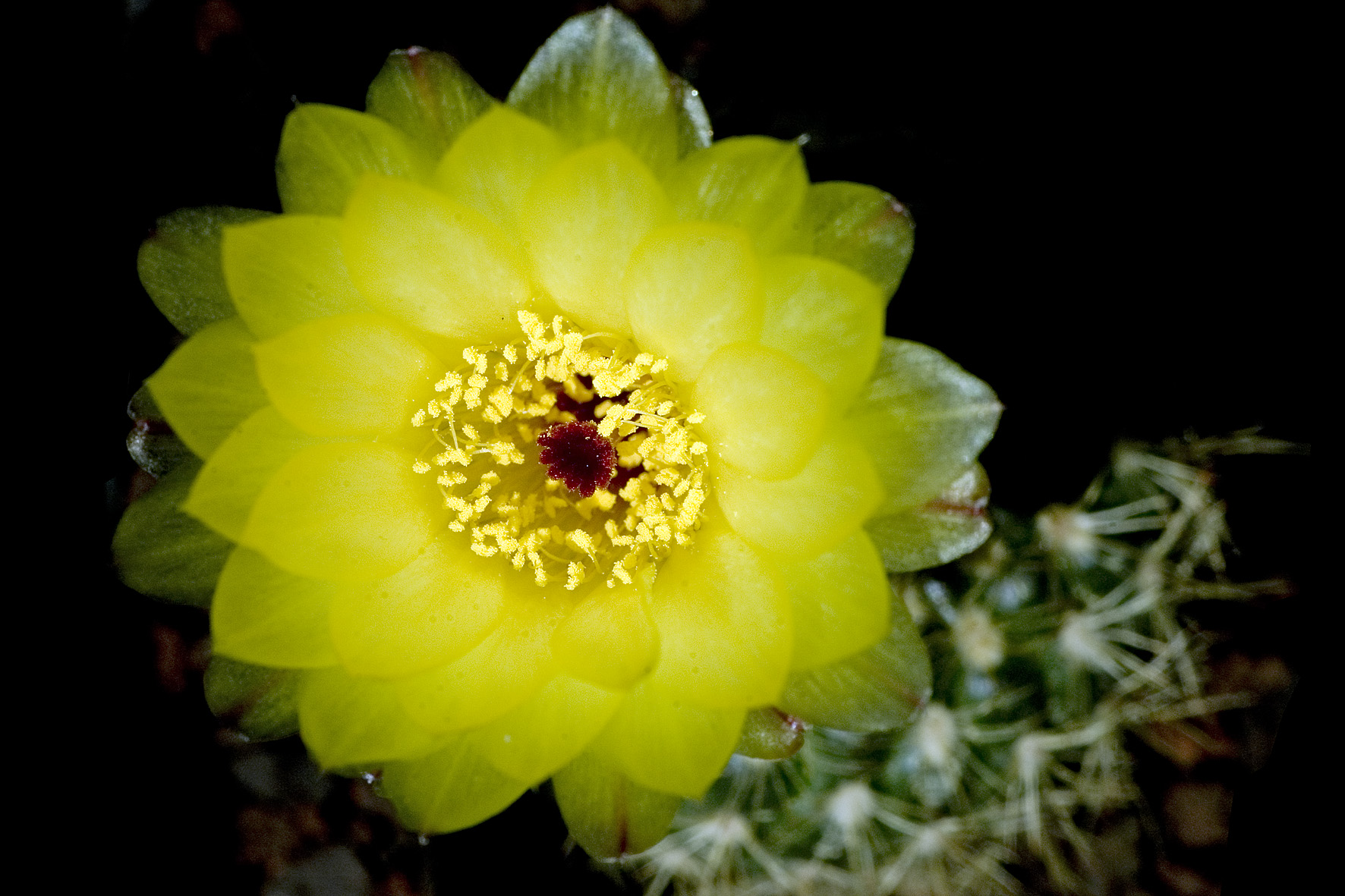

Стебель шаровидно-приплюснутый, до 6 см высотой и 6-10 см в диаметре, тёмно-зелёный, блестящий. Рёбер 15-20, они плоские, разделены поперечными бороздками. Ареолы мелкие, имеют беловатое или желтоватое опушение.
Радиальных колючек 10-12, они до 0,7 см длиной, светло-жёлтого цвета; центральных колючек 4, они до 1,7 см длиной, жёлтые и красновато-коричневые.
Цветки до 7 см высотой и в диаметре, канареечно-жёлтые с красноокрашенным рыльцем пестика; появляются летом на макушке стебля.

## Распространение
Эндемик бразильского штата Риу-Гранди-ду-Сул и Уругвая.

## Синонимы

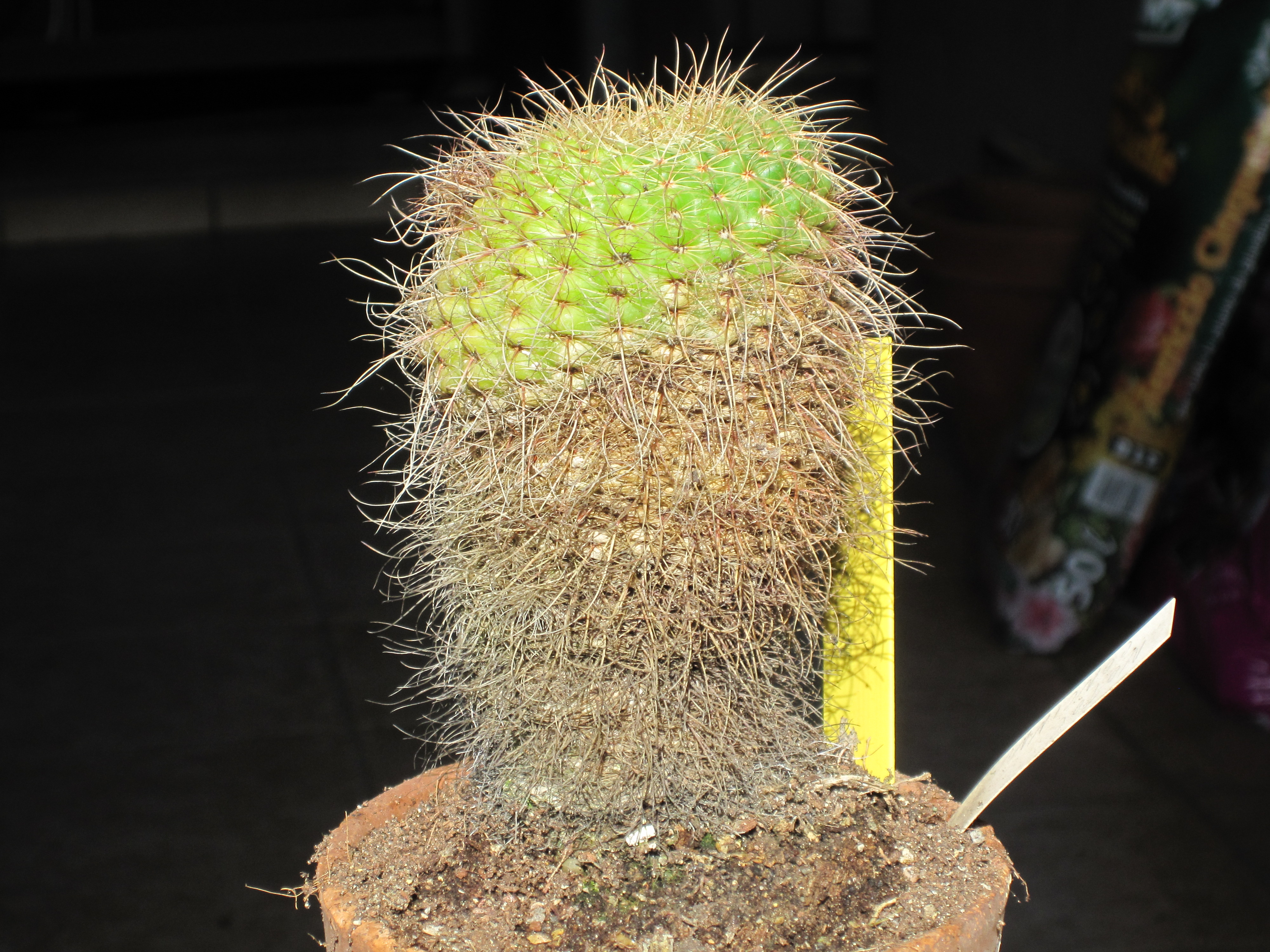
Пародия стройная

- Echinocactus cocinnus
- Malacocarpus concinnus
- Notocactus concinnus
- Echinocactus joadii
- Notocactus joadii
- Echinocactus apricus
- Notocactus apricus
- Echinocactus caespitosus
- Frailea caespitosa
- Parodia caespitosa
- Notocactus agnetae
- Notocactus multicostatus
- Notocactus blaauwianus
- Notocactus eremiticus
- Notocactus olimarensis
- Notocactus gibberulus
- Notocactus rubrigemmatus
- Notocactus concinnioides

## Пародия на почтовых марках
В феврале 1974 года почта ГДР выпустила серию из шести марок с изображением кактусов. На одной из марок серии  (Mi #1927) изображена Пародия стройная.